# Історія освоєння мінеральних ресурсів Болгарії

Болгарія. Археологічні розкопки на давньому руднику "Айбунар"

Видобуток міді в Болгарії нараховує декілька тисячоліть. Початок освоєння кременю й кристалічних порід датують нижнім палеолітом. В VII—VI тис. до н.е у великих обсягах видобували глини для будівництва й керамічного виробництва, з V тис. до н.е ведеться розробка родовищ графіту для орнаментації глиняного посуду.
Імовірно найдавніша у світі мідь, видобута з руди в VI тисячолітті до н.е, була виявлена поблизу міста Стара Загора. Саме на Балканах і на Кавказі бере початок доба міді (енеоліт). Виплавка та застосування металу значно прискорили темпи розвитку людської цивілізації, якісно змінили можливості суспільства. Одним з найцікавіших прикладів видобутку міді є поліметалічний рудник «Айбунар» (поблизу м. Стара Загора), найбільший у світі в ту епоху. В V—IV тис. до н.е тут було закладено 11 виробок у вигляді відкритих щілястих кар'єрів, довжина яких сягала до 110 м, ширина — до 10 м, а глибина — до 30 м. Проведення виробок у вапняках й мергелях здійснювали роговими знаряддями й мідними сокирами. Обсяг гірничої маси склав приблизно 20-30 тис. т, збагаченої руди — 2-3 тис. т. Загальновизнано, що в V тис. до р. Х на території Болгарії було створено один з найпотужніших світових гірничо-металургійних центрів, який слугував одним з основних джерел міді для населення Європи, зокрема територій Болгарії, Румунії, Молдови, України.
Новий підйом гірництва VIII—VI ст. до н.е пов'язаний з розробкою залізорудних родовищ, а також руд міді й свинцю поблизу Странджу. До середини I-го тисячоліття тут було споруджено близько 600 шахт й кар'єрів. Глибина деяких шахт сягала 110 м. З'явилися окремі вентиляційні й транспортні виробки, застосовувалось рамне дерев'яне кріплення, примусове провітрювання вибоїв.
Подальше вдосконалення гірничого виробництва почалося в XII–XIII ст., коли на багаті корисними копалинами землі болгар прийшли гірники із Саксонії, які впроваджували свій великий досвід, гірничі технології й традиції при розробці місцевих поліметалічних руд. Центр гірництва переміщується на північний захід країни (рудники Плакальниця, Соколець, Чипровци та ін.). Саксонська гірнича культура домінувала тут і після введення Болгарії до складу Османської імперії. Занепад гірництва у XVII ст. пов'язаний з виходом німецьких гірників-металургів з балканського регіону.
Турецька адміністрація недостатньо використовувала гірничі можливості країни. Як виняток — розробка свинцю в Родопах при підготовці до Кримської війни 1853-56 рр., спорудження заводу для виплавки цього металу.
Перші системні геологічні пошуки на території Болгарії зробив французький геолог А.Буе (фундаментальна праця «Європейська Туреччина», 1840 р.). Після звільнення Болгарії від турецької неволі з ініціативи російської адміністрації починаються нові геологічні дослідження, ведеться видобуток вугілля поблизу Перника. У 1890 р. створена державна геологічна служба. На початку XX ст. розробку корисних копалин ведуть головним чином акційні товариства «Плакальниця», «Гранітоїд», «Родопський метал». В 30-х роках XX ст. до «гранітоїда» (головного розробника руд свинцю, цинку й вугілля) активно приєднуються фірми фашистської Німеччини.
До Другої світової війни обсяги гірничого виробництва в Болгарії не були значними, лише вугілля добувалося до 4 млн т щорічно. У післявоєнний період інтенсивні геологічні дослідження в країні виявили великі родовища чорних, кольорових і рідкісних металів, вугілля та індустріальної сировини. Болгарія вийшла на одне з перших місць в Європі з виробництва кольорових металів — свинцю, цинку, міді, марганцю. За період 1948—1995 рр. в Болгарії було видобуто понад 400 млн т мідних руд (із середнім вмістом міді 0,47 %), бл. 160 млн т руд свинцю і цинку (вміст свинцю 2,24 % і цинку 1,71 %), понад 65 млн т залізняку (вміст заліза 32,2 %). Виробництво урану склало близько 16,5 тис. т, добуто 36,4 т золота. Видобуток вугілля досяг 28-32 млн т/рік. Перероблялася індустріальна сировина — каолін, бентоніт, глини, перліт, цеоліт, кварцові піски, доломіт, діатоміт, гіпс, вапняк і інш. Розширилося виробництво продукції з природного каменя — мармуру, граніту, габро, брекчій.
Домінуючими в кінці XX ст. є паливно-енергетична і залізорудна промисловість, кольорова металургія, видобуток нерудних корисних копалин, облицювального каменю та ін.
З 1990 р. гірнича промисловість Болгарії переживає кризу, пов'язуючи з переходом від планової економіки до ринкової. Особливих втрат зазнав підземний видобуток корисних копалин. Попри це, країна зберігає потужний гірничий потенціал. На державному рівні вироблено три директивних документи, що містять конкретні заходи по виведенню гірництва з кризи: «Стратегія розвитку енергетики в Болгарії до 2010 р. і в перспективі до 2020 р.» (1995 р.); «Стратегія розвитку виробництва рудної і нерудної сировини на період з 1995 по 2000 р. і в перспективі до 2015 р.» (1996 р.) і «Національна програма стійкого розвитку видобутку руд в Болгарії в умовах ринкової економіки» (1998 р.).
Хоча запаси корисних копалин в Болгарії невеликі, гірнича промисловість в країні у XXI ст. має хороші шанси для розвитку. Найважливіші корисні копалини — лігніти, руди заліза, свинцю, цинку і міді. Країна має промислові запаси мідної руди на 30-50 років, золотовмісних руд — на 20 років, свинцевих і цинкових руд — на 20 років, залізняку, марганцевої руди і вугілля, індустріальної сировини і декоративного каменя — більш ніж на 200 років. Загальна цінність розвіданих мінеральних ресурсів (не рахуючи нафти і газу) становить близько 320 млрд дол. США. Відносна частка окремих різновидів ресурсів наступна: вугілля — 54,47 %; руд кольорових і дорогоцінних металів — 5,69 %; чорних металів — 2,05 %, індустріальної сировини — 23,64 % і декоративного каменя — 14,15 %.
Підготовку кадрів гірничо-геологічного профілю здійснюють в Софійському гірничо-геологічному університеті (1953 р.).